# Баянкол (ущелье)
Баянкол (каз. Байынқол) — комплекс природных памятников с одноименным названием. В комплекс входят: ледник, ущелье, река, озеро, пики и вершины.

## Ущелье и река Баянкол
Ущелье Баянкол находится на северном макросклоне Центрального Тянь-Шаня. Протяжённость от истока до Текесской долины составляет 70 км. Истоки реки Байынкол берут свое начало с ледников, которые стекают с Сарыджазского хребта. Река Байынкол отделяет хребет Терскей Алатау от Центрального Тянь-Шаня. Река меняет свое название в зависимости от местоположения. Река носит названия: от ледников до урочища Жаркулак — Сарыкойнау, от Жаркулака до слияния с рекой Асуток — Кескентас и после слияния — Баянкол.
6 крупных притоков впадают в реку Баянкол — Карасай, Саурыксай, Алаайгыр, Асутор, Избушка и Акколь.
В долине реки Акколь в верхней части ущелья на высоте 3069 метров над уровнем моря расположено одноименное озеро Акколь.

## Цирк ледника Байынкольский
Цирк ледника расположен по левой стороне ущелья Байынкол. Цирк ледника складывается их нескольких хребтов: участок Сарыджазского хребта от пика Казахстан до пика Одиннадцати, хребет Катта-Асутор и восточная часть хребта Терскей Алатау. В состав Сарыджазского хребта входят ледники Мраморная стена и Байынкольский Западный. К цирку также относятся отдельно лежащие ледники: ледник северо-западного склона пика Казахстан и ледник, спускающийся по северо-восточному склону пика Байынкол. Вершины Сарыджазского хребта имеет высоту от 5000 до 6000 метров. Мраморная стена и пик Плечо имеет высоту около 6000 метров. Пяти тысячниками являются пики — Пограничник Карлытау, Казахстан, Байынкол, Одиннадцати и Семенова.

### Пик Казахстан
Вершина расположена между вершинами Карлытау на востоке и Байынкол на западе. Склоны, которые обращены в цирк ледника Байынкол снежно-ледовые. Ледник, который питает Северный Иныльчек расположен на южном склоне. Вершина является лавиноопасной зоной. В рамках траверса пик Байынкол — Мраморная стена в 1965 году казахстанской командой ДСО «Спартак» впервые был пройден пик Казахстана.

### Пик Акишева
Вершина пика расположена в хребте Катту-Асутор, который соединяет Сарыджазский хребет с хребтом Терскей Алатау. Перевал Байынкольский находится с южной стороны пика, с северной стороны находятся перевал Сигитова и одноименная вершина. Впервые вершина была покорена в 1953 году в рамках экспедиции на пик Мраморная стена. В 1955 году пик был назван в честь казахстанского альпиниста — Хамзы Акишева, который погиб на склонах пика Победы в том же году.

### Пик Байынкол
Вершина находится западнее пика Казахстан и восточнее пика Одиннадцати. Северные склоны вершины снежно-ледовые и питают ледник Байынкол. Южные склоны скально-ледовые обращены к леднику Северный Иныльчек. Вершина имеет куполообразную форму. В 1953 году пик был покорен группой альпинистов из Казахского Республиканского клуба альпинистов.

### Пик Одиннадцати
Вершина расположена между пиком Байынкол на востоке и пиком Семенова на юго-западе. Пик покрыт снегом полностью, кроме небольших скальных участков с северной стороны. Вершина названа в память об одиннадцати казахстанских альпинистах, погибших в 1955 году на склонах пика Победы.

### Вершина Семенова
Вершина расположена юго-западнее пика Одиннадцати и восточнее пика Игнатьева. Вершина имеет форму снежного купола. Одноименный ледник Семенова берет свое начало на склонах вершины, но территориально расположен на территории Кыргызстана. Вершина названа в честь путешественника и географа П. П. Семенова-Тянь-Шанского.

### Пик Сигитова
Вершина расположена между вершиной Акишева на юге и перевалом Семенова на севере. Западный Байынкольский ледник стекает с восточного склона. Вершина была покорена в 1953 году в рамках экспедиции на пик Мраморная стена. Пик был назван в честь Бориса Сигитова, который погиб в 1955 году на пике Победа.

### Цирк ледника Мраморная стена
Цирк ледника находится между пиком Казахстан на западе, участком хребта Сарыджаз на юге и на востоке участком Меридионального хребта. Ледник расположен на склонах пика Мраморная стена и пика Карлытау. Первая ветвь ледника, левая, стекает с западных склонов пика Мраморная стена и северо-восточных склонах пика Казахстан. Протяжённость ветви 6,4 км. Правая ветвь стекает со склонов пика Плато, Пограничник и Узловая. Имеет протяжённость 6,7 км. Ледник считается вторым ледником по величине в ущелье Баянкол. Высота пика Мраморная стена 6261 метр над уровнем моря. По вершине проходит Государственная граница Казахстана с Китаем. Впервые пик был описан в 1902 году немецким исследователем — альпинистом Готфридом Мерцбахер. Вторая попытка покорить вершину была организована участниками альпиниады Советской армии в 1935 году. На протяжении многих лет с открытия пика исследователи и альпинисты пытались взойти на вершины. В 1953 году это удалось альпинистам из Казахского Республиканского клуба альпинистов. Пик Мраморная стена и еще шесть вершин были покорены и исследованы в рамках экспедиции.
Река Баянкол протекает в непосредственной близости от Государственной Границы с Китайской Народной Республикой и погранзаставой Баянкол.
Для посещения ущелья необходимо оформить пропуск в погранзону (пограничная зона).